# ۶۵۰ (پیش از میلاد)
۶۵۰ (پیش از میلاد) ۶۵۰مین سال قبل از تقویم میلادی است.